# Гасло (Німеччина)
Гасло (нім. Hasloh) — громада в Німеччині, розташована в землі Шлезвіг-Гольштейн. Входить до складу району Піннеберг.
Площа — 11,07 км2. Населення становить 3767 ос. (станом на 31 грудня 2020).